# مايك باركر
مايك باركر (بالإنجليزية: Mike Barker)‏ هو منتج أفلام وكاتب سيناريو ورسام رسوم متحركة أمريكي، ولد في 7 يونيو 1968 في لوس أنجلوس في الولايات المتحدة.

## وصلات خارجية
- مايك باركر على موقع IMDb (الإنجليزية)
- مايك باركر على موقع أول موفي (الإنجليزية)
- مايك باركر على موقع قاعدة بيانات الفيلم (الإنجليزية)
- مايك باركر على موقع كينوبويسك (الروسية)